# Episodi di Twin Peaks (serie televisiva 2017)
La serie televisiva Twin Peaks, composta da 18 episodi, è stata trasmessa sul canale statunitense via cavo Showtime dal 21 maggio al 3 settembre 2017.
Negli Stati Uniti il terzo e il quarto episodio sono stati pubblicati sul servizio di streaming online di Showtime il 21 maggio 2017, dopo la trasmissione televisiva del primo e secondo episodio; in TV sono stati trasmessi il 28 maggio 2017. In Italia, la stagione è andata in onda in prima visione in lingua italiana sul canale satellitare Sky Atlantic dal 26 maggio all'8 settembre 2017. È stata trasmessa anche in lingua originale sottotitolata in italiano dal 22 maggio al 4 settembre 2017, in simulcast con Showtime.
Nella versione originale gli episodi sono chiamati Parts e Showtime ha assegnato a ciascuno di essi un breve titolo descrittivo che di solito non rivelava quasi nulla della trama; Sky Atlantic li ha chiamati episodi.
| nº | Titolo originale                                   | Titolo      | Prima TV USA     | Prima TV Italia   |
| -- | -------------------------------------------------- | ----------- | ---------------- | ----------------- |
| 1  | Part 1 - My Log Has a Message for You              | Episodio 1  | 21 maggio 2017   | 26 maggio 2017    |
| 2  | Part 2 - The Stars Turn and a Time Presents Itself | Episodio 2  | 21 maggio 2017   | 26 maggio 2017    |
| 3  | Part 3 - Call for Help                             | Episodio 3  | 28 maggio 2017   | 2 giugno 2017     |
| 4  | Part 4 - ...Brings Back Some Memories              | Episodio 4  | 28 maggio 2017   | 2 giugno 2017     |
| 5  | Part 5 - Case Files                                | Episodio 5  | 4 giugno 2017    | 9 giugno 2017     |
| 6  | Part 6 - Don't Die                                 | Episodio 6  | 11 giugno 2017   | 16 giugno 2017    |
| 7  | Part 7 - There's a Body All Right                  | Episodio 7  | 18 giugno 2017   | 23 giugno 2017    |
| 8  | Part 8 - Gotta Light?                              | Episodio 8  | 25 giugno 2017   | 30 giugno 2017    |
| 9  | Part 9 - This Is the Chair                         | Episodio 9  | 9 luglio 2017    | 14 luglio 2017    |
| 10 | Part 10 - Laura Is the One                         | Episodio 10 | 16 luglio 2017   | 21 luglio 2017    |
| 11 | Part 11 - There's Fire Where You Are Going         | Episodio 11 | 23 luglio 2017   | 28 luglio 2017    |
| 12 | Part 12 - Let's Rock                               | Episodio 12 | 30 luglio 2017   | 4 agosto 2017     |
| 13 | Part 13 - What Story is That, Charlie?             | Episodio 13 | 6 agosto 2017    | 11 agosto 2017    |
| 14 | Part 14 - We Are Like the Dreamer                  | Episodio 14 | 13 agosto 2017   | 18 agosto 2017    |
| 15 | Part 15 - There's Some Fear in Letting Go          | Episodio 15 | 20 agosto 2017   | 25 agosto 2017    |
| 16 | Part 16 - No Knock, No Doorbell                    | Episodio 16 | 27 agosto 2017   | 1º settembre 2017 |
| 17 | Part 17 - The Past Dictates the Future             | Episodio 17 | 3 settembre 2017 | 8 settembre 2017  |
| 18 | Part 18 - What Is Your Name?                       | Episodio 18 | 3 settembre 2017 | 8 settembre 2017  |

## Episodio 1
- Titolo originale: Part 1 - My Log Has a Message for You
- Diretto da: David Lynch
- Scritto da: Mark Frost e David Lynch

### Trama
Più di venticinque anni dopo gli eventi di Oltre la vita e la morte, l'agente speciale Dale Cooper è ancora intrappolato all'interno della Loggia Nera. A Twin Peaks, un camion consegna delle pale al dottor Jacoby, che afferma di dover svolgere un importante lavoro. Al Great Northern Hotel Benjamin Horne presenta la sua nuova segretaria, Beverly, a suo fratello Jerry, che commercia legalmente marijuana. Nel frattempo un uomo si reca alla stazione di polizia e chiede di vedere lo sceriffo Truman; Lucy Moran gli chiede quale dei due Truman stia cercando, poiché uno è malato e l'altro si trova a pesca. Margaret Lanterman telefona al vice-sceriffo Hawk e gli comunica un messaggio da parte del suo ceppo: qualcosa che riguarda l'agente Dale Cooper è perduto, qualcosa legato al retaggio di Hawk. Hawk comincia a indagare riaprendo i vecchi fascicoli riguardanti Cooper. Nel frattempo il doppelgänger di Dale Cooper è invischiato in diverse attività criminali con due giovani, Ray e Darya. A New York, il giovane Sam Colby viene assunto da un misterioso milionario per osservare costantemente una gabbia di vetro in attesa che vi appaia qualcosa; il giovane invita Tracey, una sua amica, nella stanza dove lavora e le rivela che l'uomo che lavorava al suo posto prima di lui vide qualcosa nella gabbia. Mentre stanno facendo l'amore un essere appare nella gabbia e uccide i due giovani. Nella cittadina di Buckhorn viene ritrovata la testa di una bibliotecaria, Ruth Davenport, posta sopra il corpo decapitato di uno sconosciuto. Sul luogo del delitto vengono rinvenute le impronte digitali di William Hastings, preside del liceo cittadino. Nel bagagliaio dell'auto di Hastings viene rinvenuto un pezzo di pelle umana. Hastings si dichiara innocente, ma la polizia ha dei dubbi sul suo alibi.
- Altri interpreti: Jane Adams (Constance Talbot), Melissa Bailey (Marjorie Green), Richard Beymer (Benjamin Horne), Brent Briscoe (Detective Dave Mackley), Bailey Chase (Detective Don Harrison), Catherine E. Coulson (Margaret Lanterman), James Croak (Robby), Kathleen Deming (Buella), Harry Goaz (Andy Brennan), George Griffith (Ray Monroe), Cornelia Guest (Phyllis Hastings), Michael Horse (Tommy 'Hawk' Hill), Ashley Judd (Beverly Paige), David Patrick Kelly (Jerry Horne), Dep Kirkland (Mike Boyd), Nicole LaLiberte (Darya), Sheryl Lee (Laura Palmer), Matthew Lillard (William Hastings), Max Perlich (Hank), Kimmy Robertson (Lucy Brennan), Ben Rosenfield (Sam Colby), Emily Stofle (Ruth Davenport), Carel Struycken (Il Gigante), Russ Tamblyn (Dr. Lawrence Jacoby), Redford Westwood (Otis), Madeline Zima (Tracey).
- Nota: l'episodio è dedicato alla memoria di Catherine E. Coulson.
- Ascolti USA: telespettatori 506 000[7]

## Episodio 2
- Titolo originale: Part 2 - The Stars Turn and a Time Presents Itself
- Diretto da: David Lynch
- Scritto da: Mark Frost e David Lynch

### Trama
William Hastings riceve la visita di sua moglie Phyllis. Hastings - in una discussione dai toni accesi - le dice di aver sognato di essere stato nella casa di Ruth proprio la notte precedente; Phyllis rivela di sapere tutto riguardo alla relazione extraconiugale tra Hastings e Ruth, mentre Hastings le urla di essere a conoscenza della relazione tra lei e George, l'avvocato di famiglia. E lei gli dice addio. Nella cella accanto ad Hastings una figura si dissolve nell'aria. Nel frattempo il doppelgänger di Dale Cooper scopre che qualcuno ha assoldato Ray e Darya per ucciderlo; il doppelgänger dopo aver ucciso Phyllis, sparandole alla testa, uccide Darya con la stessa modalità. A Las Vegas, Duncan Todd chiama Roger dandogli del denaro e gli chiede di dirle che "il posto è suo". All'interno della Loggia Nera il vero Dale Cooper incontra sia MIKE, sia Laura Palmer e Leland Palmer. L'uomo con un braccio solo lo conduce ad un albero parlante che rappresenta l'evoluzione del braccio di MIKE. L'albero afferma che per tornare nel mondo reale Cooper dovrà trovare BOB, ospite all'interno del suo doppelgänger e farlo rientrare nella Loggia Nera. Cooper finisce in seguito in un delirio psichico e passa all'interno della gabbia di vetro di New York poco prima che Sam e Tracey entrino nella stanza. Infine Cooper si ritrova a cadere nello spazio. A Twin Peaks, Hawk si reca nel bosco alla ricerca dell'ingresso della Loggia Nera. Al Bang Bang Bar Shelly chiacchiera insieme a delle sue amiche mentre James Hurley le osserva dall'altra parte del locale. Shelly si scambia degli sguardi fugaci con un uomo seduto al bancone.
- Altri interpreti: Joe Adler (Roger), Mädchen Amick (Shelly), Steve Baker (Jack), Brent Briscoe (Detective Dave Macklay), Gia Carides (Hannah), Catherine E. Coulson (Margaret Lanterman), Neil Dickson (George Bautzer), Patrick Fischler (Duncan Todd), Balthazar Getty (Red), George Griffith (Ray Monroe), Cornelia Guest (Phyllis Hastings), Michael Horse (Tommy "Hawk" Hill"), Nicole LaLiberte (Darya), Sheryl Lee (Laura Palmer), Jennifer Jason Leigh (Chantal Hutchens), Matthew Lillard (William Hastings), James Marshall (James Hurley), Walter Olkewicz (Jean-Michel Renault), Benjamin Rosenfield (Sam Colby), Frank Silva (Bob), Al Strobel (Phillip Gerard), Jessica Szohr (Renee), Jake Wardle (Freddie Sykes), Ray Wise (Leland Palmer), Grace Zabriskie (Sarah Palmer), Madeline Zima (Tracey).
- Nota: l'episodio è dedicato alla memoria di Frank Silva.
- Ascolti USA: telespettatori 506 000[7]

## Episodio 3
- Titolo originale: Part 3 - Call for Help
- Diretto da: David Lynch
- Scritto da: Mark Frost e David Lynch

### Trama
Cooper atterra in una costruzione metallica nello spazio, all'interno della quale due donne lo proteggono da un'entità che non viene mostrata. Il doppelgänger di Cooper si sente male mentre guida e ha un incidente. Cooper attraversa un portale e si scambia di posto con un altro doppelgänger, Dougie Jones. Nella Loggia Nera, MIKE rivela a Dougie che è stato costruito per uno scopo e che ora non è più necessario. Dougie viene tramutato in una perla dorata e MIKE prende l'anello del Nano che portava al dito. Cooper viene scambiato per Dougie da Jade, una prostituta, che lo accompagna in un casinò: nonostante appaia regredito in uno stato confusionale, Cooper gioca a diverse slot machine indicategli da un'immagine della Loggia Nera, vincendo ogni volta. A Twin Peaks, Hawk, Andy e Lucy cercano di capire cosa sia l'oggetto perduto legato a Cooper. A Philadelphia, nel quartier generale dell'FBI, l'agente Tammy Preston illustra a Gordon Cole e Albert Rosenfield il caso dell'omicidio di Sam Colby e Tracey Barberato; Cole riceve una telefonata e viene informato che Cooper è stato trovato nel Dakota del Sud.
- Altri interpreti: Phoebe Augustine ("American Girl"), Chrysta Bell (Tammy Preston), Don S. Davis (Garland Briggs) (filmati d'archivio), Miguel Ferrer (Albert Rosenfield), Meg Foster (cassiera), Hailey Gates (madre drogata), Harry Goaz (Andy Brennan), Michael Horse (Tommy 'Hawk' Hill), Sheryl Lee (Laura Palmer), David Lynch (Gordon Cole), Josh McDermitt (uomo saggio), Kimmy Robertson (Lucy Brennan), Al Strobel (Phillip Gerard), Russ Tamblyn (dott. Lawrence Jacoby), Bill Tangradi (Jake), Greg Vrotsos (Gene), Nafessa Williams (Jade), Nae Yuuki (Naido).
- Ascolti USA: telespettatori 195 000[8]
- Nota: l'episodio è dedicato alla memoria di Don S. Davis e di Miguel Ferrer.

## Episodio 4
- Titolo originale: Part 4 - ...Brings Back Some Memories
- Diretto da: David Lynch
- Scritto da: Mark Frost e David Lynch

### Trama
Cooper viene accompagnato a casa di Dougie. La moglie di Dougie, Janey-E, è arrabbiata con lui perché è sparito per diversi giorni, ma il suo umore cambia immediatamente non appena vede i soldi vinti da Cooper al casinò. Ancora in stato catatonico, Cooper ha una visione di MIKE che lo informa che lui o il suo doppelgänger dovranno morire. A Twin Peaks, lo sceriffo Frank Truman chiede informazioni a Hawk sulle sue indagini, e il vice Bobby Briggs lo informa che Cooper fu l'ultima persona a vedere suo padre, il maggiore Garland Briggs, prima della sua morte. Wally, figlio di Andy e Lucy, arriva alla stazione di polizia per augurare pronta guarigione a Harry Truman, suo padrino e fratello di Frank. Gordon Cole si reca nel Dakota del Sud con Albert e Tammy per incontrare il doppelgänger di Cooper; quest'ultimo afferma di aver lavorato per anni sotto copertura per conto di Phillip Jeffries. Gordon e Albert affermano entrambi di essere poco convinti della storia di Cooper e decidono di chiedere aiuto all'unica donna che secondo loro li potrà aiutare.
- Altri interpreti: Jane Adams (Constance Talbot), Dana Ashbrook (Bobby Briggs), Chrysta Bell (Tammy Preston), Brent Briscoe (Detective Dave Mackley), Michael Cera (Wally Brando), Richard Chamberlain (Bill Kennedy), David Dastmalchian (Warrick), David Duchovny (Denise Bryson), Miguel Ferrer (Albert Rosenfeld), Robert Forster (Sceriffo Frank Truman), Pierce Gagnon (Sonny Jim Jones), Brett Gelman (Burns), Harry Goaz (Andy Brennan), James David Grixoni (Vice Sceriffo Jesse Holcomb), Michael Horse (Tommy 'Hawk' Hill), Sheryl Lee (Laura Palmer), David Lynch (Gordon Cole), Karl Makinen (Danny Hollister), James Morrison (Guardiano Dwight Muprhy), Sara Paxton (Candy Shaker), John Pirruccello (Chad Broxford), Kimmy Robertson (Lucy Brennan), Al Strobel (Phillip Gerard), Ethan Suplee (Bill Shaker), Jodi Thelen (Maggie), Naomi Watts (Janey-E Jones).
- Ascolti USA: telespettatori 195 000[8]

## Episodio 5
- Titolo originale: Part 5 - Case Files
- Diretto da: David Lynch
- Scritto da: Mark Frost e David Lynch

### Trama
Lorraine attiva dal suo cellulare un dispositivo elettronico, che emette un segnale acustico. Janey-E accompagna Cooper al luogo di lavoro di Dougie, una compagnia di assicurazioni. Vagando in stato confusionale, Cooper viene attirato da una statua posta nel cortile esterno, dall'odore del caffè e dalle parole "agente" e "fascicolo del caso". Accompagnato a una riunione con il suo superiore, Cooper vede una luce verde illuminare il volto di un collega e lo accusa di mentire. Il suo capo gli intima di lavorare su dei fascicoli importanti, pena il suo licenziamento dalla compagnia. Un bambino indaga sulla bomba lasciata da alcuni sicari sotto la macchina di Dougie, tuttavia un gruppo di teppisti forza la serratura della macchina, che esplode. Al casinò i Mitchum licenziano il direttore, accusandolo di essere complice di Cooper. A Twin Peaks, Shelly presta dei soldi a sua figlia Becky, che si incontra poi con il suo fidanzato e sniffa cocaina. Il dottor Jacoby trasmette un programma di teorie complottiste per vendere le sue vanghe dorate, e tra gli spettatori figurano Jerry Horne e Nadine Hurley. A Buckhorn, la detective Talbot esegue l'autopsia sul corpo decapitato e rinviene la fede nuziale di Dougie nello stomaco. Al Pentagono, il colonnello Davis viene informato che le impronte digitali del corpo di Buckhorn corrispondono a quelle del maggiore Garland Briggs; è la sedicesima volta che le sue impronte vengono trovate in venticinque anni. Il doppelgänger di Cooper fa una telefonata che manda in tilt l'impianto elettrico della prigione. A Buenos Aires, il dispositivo elettronico si autodistrugge.
- Altri interpreti: Jane Adams (Constance Talbot), Mädchen Amick (Shelly), Tammie Baird (Lorraine), Chrysta Bell (Tammy Preston), Jim Belushi (Bradley Mitchum), Brent Briscoe (Dave Macklay), Wes Brown (Darren), Juan Carlos Cantu (Reynaldo), Vincent Castellanos (Federico), Bailey Chase (Don Harrison), Candy Clark (Doris Truman), Grace Victoria Cox (Charlotte), Giselle Damier (Sandie), David Dastmalchian (Warrick), Josh Fadem (Phil Bisby), Eamon Farren (Richard Horne), Robert Forster (Frank Truman), Pierce Gagnon (Sonny Jim Jones), Brett Gelman (Burns), Harry Goaz (Andy Brennan), Hank Harris (tecnico), Andrea Hays (Heidi), Gary Hershberger (Mike Nelson), Michael Horse (Tommy "Hawk" Hill), Ernie Hudson (colonnello Davis), Caleb Landry Jones (Steven Burnett), David Patrick Kelly (Jerry Horne), Robert Knepper (Rodney Mitchum), Andrea Leal (Mandie), Sheryl Lee (Laura Palmer), Jane Levy (Elizabeth), Peggy Lipton (Norma Jennings), Karl Makinen (Randy Hollister), James Morrison (Dwight Murphy), Don Murray (Bushnell Mullins), John Pirruccello (Chad Broxford), Adele René (Cynthia Knox), Kimmy Robertson (Lucy Brennan), Wendy Robie (Nadine Hurley), Marv Rosand (Toad), Elena Satine (Rhonda), Amanda Seyfried (Rebecca "Becky" Burnett), Amie Shiels (Candie), Frank Silva (Bob), Tom Sizemore (Anthony Sinclair), Bob Stephenson (Frank), Russ Tamblyn (dott. Lawrence Jacoby), Bill Tangradi (Jake), Greg Vrotsos (Gene), Naomi Watts (Janey-E Jones), Nafessa Williams (Jade).
- Ascolti USA: telespettatori 254 000[9]
- Nota: l'episodio è dedicato alla memoria di Marvin "Marv" Rosand.

## Episodio 6
- Titolo originale: Part 6 - Don't Die
- Diretto da: David Lynch
- Scritto da: Mark Frost e David Lynch

### Trama
Cooper viene accompagnato a casa di Dougie dalla polizia dopo essere stato trovato in stato catatonico fuori dal suo ufficio. Janey-E apre una busta in cui è contenuta una foto di Dougie con Jade e accusa Cooper di averla tradita. Subito dopo arriva una telefonata da parte dei creditori di Dougie che chiedono alla moglie di saldare il debito.
Cooper ha poi una visione di MIKE che lo esorta a svegliarsi. Quindi, guidato da alcuni segnali luminosi, disegna delle scale sui fascicoli di lavoro. Nel frattempo Albert si incontra con l'ex segretaria di Cooper, Diane. Intanto a Twin Peaks, Richard Horne guida spericolatamente il suo furgone, investe un bambino e fugge. Carl Rodd assiste all'incidente e cerca di consolare la madre del bambino. Il giorno dopo il capo di Dougie osserva arrabbiato il lavoro di Cooper, ma quando si rende conto che c'è uno schema ricorrente nei disegni ringrazia Cooper, invitandolo a non far parola con nessuno di quello che ha scoperto. Nel frattempo Janey-E si incontra con i due uomini che pretendevano i soldi da Dougie e salda il debito del marito dando loro venticinque mila dollari. Dopo che un quadrato rosso appare sul suo computer, Duncan Todd apre la cassaforte e prende una busta con una macchia scura. Un nano riceve una busta con una macchia scura contenente una foto di Dougie e una foto di Lorraine; armato di un punteruolo, il nano irrompe nell'ufficio di Lorraine e la pugnala a morte. Hawk nota che il logo del fornitore delle cabine del bagno della stazione di polizia raffigura un capo dei Nasi Forati; incuriosito dall'assenza di due viti, Hawk smonta la porta della cabina e trova alcune pagine scritte all'interno.
- Altri interpreti: Mädchen Amick (Shelly), Tammy Baird (Lorraine), Ronnie Gene Blevins (Tommy), Juan Carlos Cantu (agente Reynaldo), Candy Clark (Doris Truman), Jeremy Davies (Jimmy), Laura Dern (Diane Evans), Josh Fadem (Phil Bisby), Eamon Farren (Richard Horne), Miguel Ferrer (Albert Rosenfield), Patrick Fischler (Duncan Todd), Robert Forster (Frank Truman), Pierce Gagnon (Sonny Jim Jones), Balthazar Getty (Red), James Grixoni (Jesse Holcomb), Andrea Hays (Heidi), Michael Horse (Tommy "Hawk" Hill), Sheryl Lee (Laura Palmer), Jeremy Lindholm (Mickey), Sara Jean Long (Miriam Sullivan), David Lynch (Gorgon Cole), Don Murray (Bushnell Mullins), John Pirruccello (Chad Broxford), Tom Sizemore (Anthony Sinclair), Harry Dean Stanton (Carl Rodd), Al Strobel (Phillip Gerard), Jodee Thelen (Maggie), Naomi Watts (Janey-E Jones), Nafessa Williams (Jade), Christophe Zajac-Denek (Ike "the Spike" Stadtler).
- Ascolti USA: telespettatori 270 000[10]

## Episodio 7
- Titolo originale: Part 7 - There's a Body All Right
- Diretto da: David Lynch
- Scritto da: Mark Frost e David Lynch

### Trama
A Twin Peaks, Hawk e Frank Truman leggono le pagine trovate da Hawk, appartenenti al diario di Laura Palmer; in una delle pagine Laura racconta che Annie Blackburn le è apparsa in sogno per avvisarla che il Cooper buono è intrappolato nella Loggia. Frank chiama suo fratello Harry, che sta poco bene, e il dottor Hayward, ovvero le due persone che portarono Cooper in salvo dopo che quest'ultimo uscì dalla Loggia. Il tenente Knox giunge a Buckhorn e scopre che il corpo decapitato è quello di Garland Briggs; tuttavia l'età del corpo non corrisponde a quella di Briggs al momento della sua morte. Albert e Gordon convincono Diane a parlare con il doppelgänger di Cooper. Diane esce sconvolta dall'incontro, concordando che l'uomo appena incontrato non è Cooper. Andy indaga sull'incidente causato da Richard Horne, ma il proprietario del furgone guidato da Richard Horne si rifiuta di parlare e non si presenta all'appuntamento con Andy. Il doppelgänger di Cooper ricatta il direttore Murphy ed esce dal carcere insieme a Ray. A Las Vegas, la polizia investiga sull'auto distrutta di Dougie e fa visita a Cooper in ufficio. Mentre esce dall'ufficio insieme a Janey-E, Cooper viene attaccato da Ike ma riesce a disarmarlo; durante la colluttazione Cooper ha una visione del braccio di MIKE che lo istiga a schiacciare la mano di Ike. Beverly Paige e Benjamin Horne cercano di individuare la fonte di uno strano ronzio nell'ufficio di Ben, poi Beverly torna a casa da suo marito, malato terminale.
- Altri interpreti: Jane Adams (Constance Talbot), Mädchen Amick (Shelly), Chrysta Bell (Tammy Preston), Richard Beymer (Benjamin Horne), Brent Briscoe (Dave Macklay), Larry Clarke (T. Fusco), Laura Dern (Diane Evans), Hugh Dillon (Tom Paige), Eric Edelstein ("Smiley" Fusco), Miguel Ferrer (Albert Rosenfield), Robert Forster (Frank Truman), Warren Frost (Will Hayward), Harry Goaz (Andy Brennan), George Griffith (Ray Monroe), Andrea Hays (Heidi), Michael Horse (Tommy "Hawk" Hill), Ernie Hudson (colonnello Davis), Ashley Judd (Beverly Paige), David Patrick Kelly (Jerry Horne), David Koechner (D. Fusco), Sheryl Lee (Laura Palmer), Peggy Lipton (Norma Jennings), David Lynch (Gordon Cole), Riley Lynch (Bing), Karl Makinen (Randy Hollister), James Morrison (Dwight Murphy), Don Murray (Bushnell Mullins), Walter Olkewicz (Jean Michel Renault), Adele René (Cynthia Knox), Elena Satine (Rhonda), Tom Sizemore (Anthony Sinclair), Naomi Watts (Janey-E Jones), Christophe Zajac-Denek (Ike "the Spike" Stadtler).
- Ascolti USA: telespettatori 294 000[11]
- Nota: l'episodio è dedicato alla memoria di Warren Frost.

## Episodio 8
- Titolo originale: Part 8 - Gotta Light?
- Diretto da: David Lynch
- Scritto da: Mark Frost e David Lynch

### Trama
Il doppelgänger di Cooper chiede a Ray di dargli le informazioni che gli aveva chiesto, ma quest'ultimo gli spara. Alcuni spiriti appaiono e fanno un rito sul cadavere del doppelgänger; nella pancia Ray scorge una sacca con il volto di BOB. Ray fugge e chiama Phillip Jeffries, informandolo che secondo lui Cooper è morto; il doppelgänger tuttavia si risveglia. Il 16 luglio 1945, a White Sands, Nuovo Messico, venne condotto il primo test nucleare della storia. Una sequenza di immagini mostra il caos che si forma all'interno del fungo atomico; un essere deforme espelle una sostanza in cui è contenuto il volto di BOB. All'interno di un edificio bianco in mezzo a un mare violaceo, Senorita Dido ascolta un fonografo. Il Gigante osserva su uno schermo le immagini del caos e il volto di BOB, dopodiché, mentre levita, un pulviscolo dorato sgorga dal suo volto. Senorita Dido entra nella stanza e prende un globo color ambra formatosi dal pulviscolo; all'interno di esso vede il volto di Laura Palmer. Senorita Dido bacia il globo e lo invia sulla Terra. Nel 1956, una creatura metà insetto e metà anfibio esce da un uovo nel deserto. Un Boscaiolo e altri uomini oscuri scendono a terra. Una ragazza torna a casa dopo essersi scambiata un bacio con un ragazzo. Il Boscaiolo arriva in una stazione radio, uccide la receptionist semplicemente premendole la mano sulla testa e irrompe nello studio di registrazione, ripetendo al microfono la frase "Questa è l'acqua e questo è il pozzo. Bevi appieno e discendi. Il cavallo è il bianco degli occhi e oscuro all'interno". Tutti quelli che ascoltano la frase alla radio svengono, compresa la ragazza; la creatura sale dalla finestra e le entra nella bocca. Il Boscaiolo uccide il disc jockey e si allontana.
- Nota: nel libro Twin Peaks – Il dossier finale viene detto che la ragazza in New Mexico che inghiotte la rana alata è la madre di Laura Palmer.

- Altri interpreti: Leslie Berger (moglie), Robert Broski (Boscaiolo), Cullen Douglas (disc jockey), Erica Eynon (esperimento), Tikaeni Faircrest (ragazza del 1956), George Griffith (Ray Monroe), Tad Griffith (marito), Sheryl Lee (Laura Palmer), Xolo Mariduena (ragazzo del 1956), Joy Nash (Senorita Dido), Tracy Phillips (receptionist), Frank Silva (BOB), J.R. Starr (presentatore del Roadhouse), Carel Struycken.
- Ascolti USA: telespettatori 246 000[12]

## Episodio 9
- Titolo originale: Part 9 - This Is the Chair
- Diretto da: David Lynch
- Scritto da: Mark Frost e David Lynch

### Trama
Il doppelgänger di Cooper si incontra con Hutch e Chantal in una fattoria, manda un messaggio a Diane e chiama Duncan Todd, intimandogli di fare qualcosa. Il doppelgänger ordina a Hutch e Chantal di uccidere il direttore Murphy e parte per Las Vegas. Il capo di Dougie viene interrogato dalla polizia e rivela che Dougie fu coinvolto in un incidente d'auto diversi anni prima. Indagando su Dougie, la polizia scopre che non esiste traccia di lui prima del 1997, così prendono le sue impronte digitali da una tazza per scoprire di più. La polizia arresta Ike "the Spike", che ha lasciato un messaggio per "J.T.". Johnny Horne fugge dalla sua stanza e si ferisce gravemente, mentre suo zio Jerry ha delle allucinazioni nel bosco. Bobby, lo sceriffo Truman e Hawk fanno visita alla madre di Bobby per parlare di suo marito e di Cooper; la donna rivela che il marito aveva predetto il loro arrivo e dà loro un cilindro: all'interno sono scritti un luogo, una data e il nome di Cooper ripetuto due volte; Hawk intuisce che ci sono due Cooper. L'FBI si reca nel Dakota del Sud per esaminare il corpo del maggiore Briggs. L'agente Preston interroga William Hastings, che rivela che lui e Ruth hanno visitato una dimensione parallela in cui il maggiore Briggs era rimasto "ibernato" per anni; il maggiore è stato poi decapitato mentre pronunciava il nome di Cooper. Benjamin Horne e Beverly continuano a cercare la fonte del ronzio. Al Bang Bang Bar, una ragazza continua a grattarsi a causa di un'eruzione cutanea.
- Altri interpreti: Jane Adams (Constance Talbot), Dana Ashbrook (Bobby Briggs), Chrysta Bell (Tammy Preston), Richard Beymer (Benjamin Horne), Brent Briscoe (Detective Dave Macklay), Larry Clarke (Detective T. Fusco), Jan D'Arcy (Sylvia Horne), Don S. Davis (Garland Briggs), Laura Dern (Diane Evans), Eric Edelstein (Detective "Smiley" Fusco), Sky Ferreira (Ella), Miguel Ferrer (Albert Rosenfield), Patrick Fischler (Duncan Todd), Robert Forster (Frank Truman), Harry Goaz (Andy Brennan), Michael Horse (Tommy "Hawk" Hill"), Ashley Judd (Beverly Paige), David Patrick Kelly (Jerry Horne), David Koechner (Detective D. Fusco), Sheryl Lee (Laura Palmer), Jennifer Jason Leigh (Chantal Hutchens), Matthew Lillard (William Hastings), David Lynch (Gordon Cole), James Morrison (Dwight Murphy), Don Murray (Bushnell Mullins), John Pirruccello (Chad Broxford), Jelani Quinn (sergente), Adele René (Cynthia Knox), Kimmy Robertson (Lucy Brennan), Eric Rondell (Johnny Horne), Tim Roth (Gary "Hutch" Hutchens), Charlotte Stewart (Betty Briggs), Naomi Watts (Janey-E Jones), Karolina Wydra (Chloe), Christophe Zajac-Denek (Ike "the Spike" Stadtler).
- Ascolti USA: telespettatori 355 000[13]

## Episodio 10
- Titolo originale: Part 10 - Laura Is the One
- Diretto da: David Lynch
- Scritto da: Mark Frost e David Lynch

### Trama
Richard Horne fa visita a Miriam, che rivela di aver mandato una lettera allo sceriffo Truman in cui lo accusa di aver investito il bambino. Richard colpisce Miriam e se ne va, lasciando acceso il gas dei fornelli, poi telefona a Chad Broxford chiedendogli aiuto nell'intercettare la lettera. Quindi dice che sparirá. A Las Vegas, i fratelli Mitchum scoprono che Ike è stato arrestato e riconoscono Cooper nelle immagini del telegiornale. Janey-E porta Cooper dal dottore, che afferma che l'uomo è in perfetta forma. Nadine Hurley guarda la trasmissione cospirazionista del dottor Jacoby. Jerry Horne è ancora perso nella foresta. Richard va da sua nonna Sylvia e, con maniere violente e minacciose, le estorce del denaro. Sylvia chiama poi Benjamin e gli chiede dei soldi. Duncan Todd incarica Anthony Sinclair di incastrare Dougie Jones, incolpandolo per un premio assicurativo costato ai Mitchum 30 milioni di dollari. Albert si reca nella stanza d'albergo di Gordon, che ha una visione di Laura Palmer; Albert informa Gordon che l'FBI ha intercettato un messaggio in cui Diane informa qualcuno dell'arresto di Hastings. I due vengono raggiunti da Tammy, che mostra loro una fotografia che raffigura il doppelgänger di Cooper all'interno della gabbia di vetro a New York. Hawk riceve una telefonata dalla Signora Ceppo, che afferma che "Laura è quella giusta".
- Altri interpreti: Jane Adams (Constance Talbot), Joe Adler (Roger), Stephanie Allynne (donna), Chrysta Bell (Tammy Preston), Jim Belushi (Bradley Mitchum), Richard Beymer (Benjamin Horne), John Billingsley (Dottor Ben), Larry Clarke (Detective T. Fusco), Catherine E. Coulson (Margaret Lanterman), Giselle Damier (Sandie), Jan D'Arcy (Sylvia Horne), David Dastmalchian (Warrick), Eamon Farren (Richard Horne), Miguel Ferrer (Albert Rosenfield), Patrick Fischler (Duncan Todd), Pierce Gagnon (Sonny Jim Jones), Michael Horse (Tommy "Hawk" Hill), Caleb Landry Jones (Steven Burnett), David Patrick Kelly (Jerry Horne), Robert Knepper (Rodney Mitchum), Andrea Leal (Mandie), Sheryl Lee (Laura Palmer), Sarah Jean Long (Miriam Sullivan), David Lynch (Gordon Cole), Gregg Mills (Paul), Moby (musicista), John Pirruccello (Chad Broxford), Kimmy Robertson (Lucy Brennan), Wendy Robie (Nadine Hurley), Eric Rondell (Johnny Horne), Amanda Seyfried (Rebecca "Becky" Burnett), Amy Shiels (Candie), Tom Sizemore (Anthony Sinclair), Sara Sohn (Sheena), Harry Dean Stanton (Carl Rodd), Russ Tamblyn (Dr. Lawrence Jacoby), Naomi Watts (Janey-E Jones), Christophe Zajac-Denek (Ike "the Spike" Stadtler).
- Ascolti USA: telespettatori 267 000[14]

## Episodio 11
- Titolo originale: Part 11 - There's Fire Where You Are Going
- Diretto da: David Lynch
- Scritto da: Mark Frost e David Lynch

### Trama
Alcuni bambini stanno giocando a palla quando vedono Miriam sbucare fuori dalla boscaglia con il volto insanguinato. Becky scopre che Steven l'ha tradita con Gersten Hayward; la ragazza prende una pistola e va all'appartamento di Gersten, ma non trova nessuno. Più tardi, al diner, Becky viene consolata dai suoi genitori, Shelly e Bobby. Red fa una sorpresa a Shelly, che gli va incontro e la bacia. Dall'esterno arrivano dei colpi di pistola; Bobby esce a indagare e scopre che a sparare accidentalmente è stato un bambino in macchina con i genitori. Bobby parla con una signora ansiosa in macchina con la figlia malata. L'FBI si reca al luogo in cui Hastings incontrò Briggs e trova il corpo decapitato di Ruth Davenport con delle coordinate scritte sul braccio. Gordon viene attratto da un portale all'interno del quale vede dei boscaioli e viene salvato da Albert. Diane vede uno dei boscaioli entrare in macchina e uccidere Hastings. A Twin Peaks, lo sceriffo Truman e Hawk stanno studiando un'antica mappa indiana quando Hawk riceve una chiamata dalla Signora Ceppo, che lo informa che c'è del fuoco dove stanno andando. Il capo di Dougie manda Cooper a consegnare un assegno da $30 milioni ai fratelli Mitchum, che hanno intenzione di uccidere Dougie. Bradley ha una visione del loro incontro con Dougie e convince il fratello a risparmiargli la vita; i Mitchum portano Cooper a cena fuori e Cooper mangia una torta alle ciliegie "dannatamente buona".
- Altri interpreti: Mädchen Amick (Shelly Briggs), Dana Ashbrook (Bobby Briggs), Chrysta Bell (Tammy Preston), Jim Belushi (Bradley Mitchum), Brent Briscoe (Detective Dave Macklay), Catherine E. Coulson (Margaret Lanterman), Giselle DaMier (Sandie), Laura Dern (Diane Evans), Josh Fadem (Phil Bisby), Miguel Ferrer (Albert Rosenfield), Robert Forster (Frank Truman), Balthazar Getty (Red), James Grixoni (Jesse Holcomb), Michael Horse (Tommy "Hawk" Hill), Caleb Landry Jones (Steven Burnett), Laura Kenny (donna in macchina), Robert Knepper (Rodney Mitchum), Andrea Seal (Mandie), Sheryl Lee (Laura Palmer), Matthew Lillard (William Hastings), Peggy Lipton (Norma Jennings), Saha Jean Long (Miriam Sullivan), David Lynch (Gordon Cole), Don Murray (Bushnell Mullins), Charity Parenzin (Carrie), Elias Parenzini (Elias), Linas Phillips (Elias), Kimmy Robertson (Lucy Brennan) (voce), Marv Rosand (Toad), Amanda Seyfried (Rebecca "Becky" Burnett), Amy Shiels (Candie), Tom Sizemore (Anthony Sinclair), Harry Dean Stanton (Carl Rodd), Mary Stofle (Ruth Davenport), Al Strobel (Phillip Gerard), Jodee Thelen (Maggie), Alicia Witt (Gersten Hayward).
- Ascolti USA: telespettatori 219 000[15]

## Episodio 12
- Titolo originale: Part 12 - Let's Rock
- Diretto da: David Lynch
- Scritto da: Mark Frost e David Lynch

### Trama
Gordon e Albert reclutano Tammy come nuovo membro della task force Blue Rose e chiedono a Diane di aiutarli. Jerry Horne riesce a uscire dalla foresta. Sarah Palmer rimane turbata mentre si trova all'alimentari e riceve una visita da Hawk, preoccupato per lei. Albert mostra a Gordon un messaggio ricevuto da Diane in cui qualcuno chiede di Las Vegas. Sonny Jim cerca di insegnare a Cooper a giocare a baseball. Frank Truman fa visita a Benjamin Horne per informarlo che suo nipote Richard è ricercato per aver investito il bambino e aver tentato di uccidere Miriam; Ben decide di pagare le spese mediche di Miriam e consegna a Frank la chiave della stanza 315, in modo da farla avere a Harry come ricordo. Chantal e Hutch uccidono il direttore Murphy. Audrey Horne litiga con suo marito, Charlie, a cui chiede aiuto per ritrovare Billy, il suo amante scomparso; dopo un iniziale rifiuto Charlie accetta e telefona a Tina, che gli comunica qualcosa che lo preoccupa ma che si rifiuta di dire ad Audrey. Diane scopre che le coordinate sul braccio di Ruth Davenport puntano a Twin Peaks.
- Altri interpreti: Eliza Anweis (Abbie), Chrysta Bell (Tammy Preston), Richard Beymer (Benjamin Horne), Scott Coffey (Trick), Ana de la Reguera (Natalie), Laura Dern (Diane Evans), Sherilyn Fenn (Audrey Horne), Miguel Ferrer (Albert Rosenfield), Pierce Gagnon (Sonny Jim Jones), Michael Horse (Tommy "Hawk" Hill), Ashley Judd (Beverly Paige), David Patrick Kelly (Jerry Horne), Sheryl Lee (Laura Palmer), Jennifer Jason Leigh (Chantal Hutchens), Sarah Jean Long (Miriam Sullivan), David Lynch (Gordon Cole), Bérénice Marlohe (donna francese), Clark Middleton (Charlie), James Morrison (Dwight Murphy), Bill O'Dell (Kriscol), Wendy Robie (Nadine Hurley), Tim Roth (Gary "Hutch" Hutchens), Harry Dean Stanton (Carl Rodd), Russ Tamblyn (dott. Lawrence Jacoby), Grace Zabriskie (Sarah Palmer).
- Ascolti USA: telespettatori 240 000[16]

## Episodio 13
- Titolo originale: Part 13 - What Story is That, Charlie?
- Diretto da: David Lynch
- Scritto da: Mark Frost e David Lynch

### Trama
I fratelli Mitchum ringraziano Dougie e Bushnell con numerosi regali. Anthony Sinclair avvisa Duncan Todd che Dougie è ancora vivo; Todd gli ordina di ucciderlo lui stesso, ma il senso di colpa spinge Anthony a confessare tutto a Bushnell. La polizia di Las Vegas riceve le analisi delle impronte digitali di Dougie, identificato come un fuggitivo e come un agente dell'FBI scomparso, e le butta via credendo si tratti di un errore. Il doppelgänger di Cooper raggiunge Ray e la sua banda, di cui fa parte anche Richard Horne. Il doppelgänger, dopo un incontro di "braccio di ferro", uccide il capo della banda e interroga Ray, che rivela di essere stato incaricato di ucciderlo da Phillips Jeffries e consegna al doppelgänger delle coordinate. Il doppelgänger costringe Ray a indossare l'anello della Caverna del Gufo e lo uccide; Ray si ritrova nella Loggia Nera, dove MIKE prende l'anello. Hutch e Chantal guidano verso lo Utah. Al Double R, Big Ed e Bobby cenano mentre Norma si incontra con Walter, che la aiuta a gestire la catena di diner Double R. Il dottor Jacoby fa visita a Nadine. Sarah Palmer guarda in continuazione le stesse immagini di un incontro di boxe. Audrey dice a Charlie di non sapere dove si trovi e di non potere uscire di casa. Tornato alla stazione di servizio, Big Ed brucia un foglio di carta. Al Roadhouse, James Hurley canta la stessa canzone che cantò con Donna e Maddy nella prima serie e fa commuovere Renee.
- Altri interpreti: Alon Abutbul (uomo), Mädchen Amick (Shelly Briggs), Dana Ashbrook (Bobby Briggs), Jim Belushi (Bradley Mitchum), Larry Clarke (Detective T. Fusco), Frank Collison (Muddy), Giselle Damier (Sandie), Eric Edelstein (Detective "Smiley" Fusco), Eamon Farren (Richard Horne), Sherilyn Fenn (Audrey Horne), Patrick Fischler (Duncan Todd), Pierce Gagnon (Sonny Jim Jones), Grant Goodeve (Walter Lawford), George Griffith (Ray Monroe), Robert Knepper (Rodney Mitchum), David Koechner (Detective D. Fusco), Andrea Seal (Mandie), Sheryl Lee (Laura Palmer), Jennifer Jason Leigh (Chantal Hutchens), Peggy Lipton (Norma Jennings), James Marshall (James Hurley), Everett McGill (Big Ed Hurley), Derek Mears (Renzo), Clark Middleton (Charlie), Don Murray (Bushnell Mullins), Wendy Robie (Nadine Hurley), Tim Roth (Gary "Hutch" Hutchens), John Savage (Detective Clark), Amanda Seyfried (Rebecca "Becky" Burnett), Amy Shiels (Candie), Tom Sizemore (Anthony Sinclair), J.R. Starr (presentatore del Roadhouse), Jessica Szohr (Renee), Russ Tamblyn (dott. Lawrence Jacoby), Naomi Watts (Janey-E Jones), Grace Zabriskie (Sarah Palmer).
- Ascolti USA: telespettatori 280 000[17]

## Episodio 14
- Titolo originale: Part 14 - We Are Like the Dreamer
- Diretto da: David Lynch
- Scritto da: Mark Frost e David Lynch

### Trama
Gordon chiama l'ufficio dello sceriffo di Twin Peaks; Frank gli parla delle pagine del diario di Laura Palmer trovate da Hawk che suggeriscono l'esistenza di due Cooper. Albert racconta a Tammy l'origine del termine Rosa Blu. Albert e Gordon parlano con Diane dell'anello trovato nello stomaco di Garland Briggs, e Diane rivela che Janey-E è la sua sorellastra, con la quale non si vede da tempo. Gordon incarica l'ufficio dell'FBI di Las Vegas di arrestare i Jones come sospetti per un duplice omicidio. Chad viene arrestato per le sue attività criminali. Bobby, Andy, Frank e Hawk seguono le istruzioni lasciate dal maggiore Briggs e trovano Naido svenuta nel bosco; Andy viene trasportato alla presenza del Fuochista, che gli mostra la verità su Cooper, e rimane sconvolto quando vede il palo elettrico con sopra il numero 6. Andy torna insieme a Naido alla centrale e ordina agli altri di tenerla al sicuro. Freddie racconta a James Hurley la storia del suo guanto verde e James nota uno strano ronzio, simile a quello sentito da Benjamin Horne e Beverly. Sarah si reca in un bar dove viene avvicinata da un camionista; dopo aver rifiutato le sue avance, Sarah apre la sua faccia, dietro alla quale c'è dell'oscurità, e morde il camionista alla gola, uccidendolo. Megan e Sophie si trovano al Roadhouse e parlano di Billy, visto l'ultima volta da Megan e da sua madre Tina nella loro cucina, sanguinante e con l'aria sconvolta.
- Altri interpreti: Jay Aaseng (ubriaco), Eric Ray Anderson (barista), Dana Ashbrook (Bobby Briggs), Chrysta Bell (Tammy Preston), Monica Bellucci (sé stessa), Robert Broski (Boscaiolo), David Bowie (Phillip Jeffries) (filmati d'archivio), Laura Dern (Diane Evans), Erica Eynon (Esperimento), Jay R. Ferguson (Randall Headley), Miguel Ferrer (Albert Rosenfield), Robert Forster (Frank Truman), Nathan Frizzell (voce), Harry Goaz (Andy Brennan), Michael Horse (Tommy "Hawk" Hill), Sheryl Lee (Laura Palmer), David Lynch (Gordon Cole), Shane Lynch (Megan), James Marshall (James Hurley), John Paulsen (Trucker), John Pirruccello (Chad Broxford), Kimmy Robertson (Lucy Brennan), Frank Silva (Bob), J.R. Starr (presentatore del Roadhouse), Emily Stofle (Sophie), Carel Struycken (Il Fuochista), Jake Wardle (Freddie Sykes), Nae Yuuki (Naido), Grace Zabriskie (Sarah Palmer).
- Ascolti USA: telespettatori 253 000[18]
- Nota: l'episodio è dedicato alla memoria di David Bowie.

## Episodio 15
- Titolo originale: Part 15 - There's Some Fear in Letting Go
- Diretto da: David Lynch
- Scritto da: Mark Frost e David Lynch

### Trama
Dopo il suo incontro con il dottor Jacoby, Nadine si incontra con Ed e lo lascia libero di fidanzarsi con Norma. Norma decide di rinunciare alla sua quota nella catena di diner Double R e si bacia con Ed. Il doppelgänger di Cooper arriva al Convenience store, dove chiede a Phillip Jeffries, che compare sotto forma di uno strano macchinario, il perché del suo tentato assassinio e chi sia Judy. Jeffries gli risponde che lui conosce già Judy e gli dà delle coordinate. Uscito dal mini-market, il doppelgänger viene assalito da Richard Horne, che lo ritiene essere il vero Cooper, ma il doppelgänger lo disarma e gli ordina di seguirlo. Nascosti nel bosco, Gersten tenta di consolare Steven, che vorrebbe uccidersi, ma quando un passante li vede Gersten fugge e sente solo uno sparo di pistola. Al Roadhouse, James Hurley viene coinvolto in una rissa con Chuck, il marito di Renee; Freddie interviene e salva James, mandando all'ospedale Chuck e il suo amico, ma viene arrestato insieme a James. Chantal uccide Duncan Todd e Roger. Cooper sente il nome di Gordon Cole guardando Viale del tramonto e infila una forchetta nella presa elettrica. Quindi entra in uno stato di coma e finisce in ospedale. Margaret Larterman telefona ad Hawk per avvisarlo di stare attento "alla persona sotto la luna sotto al monte Blue Pine" e per informarlo di essere in punto di morte. Audrey e Charlie, in procinto di recarsi al Roadhouse, continuano a litigare. Al Roudhouse, una ragazza avanza gattonando tra la folla che balla e urla.
- Altri interpreti: Jay Aaseng (ubriaco), Joe Adler (Roger), Mädchen Amick (Shelly Briggs), Dana Ashbrook (Bobby Briggs), David Bowie (Phillip Jeffires) (filmati d'archivio), Catherine E. Coulson (Margaret Lanterman), Owain Rhys Davies (agente Wilson), Eamon Farren (Richard Horne), Sherilyn Fenn (Audrey Horne), Jay R. Ferguson (Randall Headley), Miguel Ferrer (Albert Rosenfield) (filmati d'archivio), Patrick Fischler (Duncan Todd), Robert Forster (Frank Truman), Nathan Frizzell (voce di Phillip Jeffries), Mark Frost (Cyril Pons), Pierce Gagnon (Sonny Jim Jones), Grant Goodeve (Walter Lawford), Michael Horse (Tommy "Hawk" Hill), Caleb Landry Jones (Steven Burnett), Sheryl Lee (Laura Palmer), Jennifer Jason Leigh (Chantal Hutchens), Peggy Lipton (Norma Jennings), James Marshall (James Hurley), Everett McGill (Big Ed Hurley), Clark Middleton (Charlie), Casey O'Neill (Skipper), John Pirruccello (Chad Broxford), Kimmy Robertson (Lucy Brennan), Wendy Robie (Nadine Hurley), Tim Roth (Gary "Hutch" Hutchens), Rodney Rowland (Chuck), Carlton Lee Russell (uomo che salta), Malachy Sreenan (donna procace), J.R. Starr (presentatore del Roadhouse), Jessica Szohr (Renee), Jake Wardle (Freddie Sykes), Naomi Watts (Janey-E Jones), Alicia Witt (Gersten Hayward), Charlyne Yi (Ruby), Nae Yuuki (Naido).
- Ascolti USA: telespettatori 329 000[19]

## Episodio 16
- Titolo originale: Part 16 - No Knock, No Doorbell
- Diretto da: David Lynch
- Scritto da: Mark Frost e David Lynch

### Trama
Il doppelgänger di Cooper e Richard giungono in un luogo indicato da due delle tre coordinate entrate in possesso del doppelgänger. Il doppelgänger manda Richard a investigare sul luogo, ma il ragazzo rimane fulminato e scompare; Jerry Horne osserva inorridito la scena, da lontano. Nel frattempo, Hutch e Chantal si recano a casa dei Jones ma vengono uccisi da un vicino irritato dalla loro presenza. In ospedale, Cooper si sveglia dal coma e ha una visione di MIKE, che lo informa che il doppelgänger è ancora in giro e gli dà l'anello della Caverna del Gufo; in cambio Cooper gli consegna una ciocca dei suoi capelli e gli chiede di "crearne un altro". Tornato totalmente in sé, Cooper chiede ai Mitchum di accompagnarlo in aereo a Spokane, Washington. Diane riceve un messaggio dal doppelgänger e racconta a Gordon, Albert e Tammy che l'ultima volta che incontrò Cooper l'uomo la violentò e la portò a una "vecchia stazione di servizio"; sotto shock, Diane estrae la pistola e tenta di sparare a Gordon, ma viene uccisa da Albert e Tammy. Diane si ritrova nella Stanza Rossa, dove si tramuta in una biglia dorata. Al Roadhouse, Audrey balla sulle note di Audrey's Dance ma si interrompe quando scoppia una rissa tra due uomini; Audrey chiede a Charlie di riaccompagnarla a casa, ma all'improvviso si risveglia in una stanza bianca e si guarda allo specchio, terrificata.
- Altri interpreti: Chrysta Bell (Tammy Preston), Jim Belushi (Bradley Mitchum), Jonny Coyne (contabile polacco), Giselle Damier (Sandie), Owain Rhys Davies (agente Wilson), Laura Dern (Diane Evans), Josh Fadem (Phil Bisby), Eamon Farren (Richard Horne), Sherilyn Fenn (Audrey Horne), Jay R. Ferguson (Randall Headley), Miguel Ferrer (Albert Rosenfield), Pierce Gagnon (Sonny Jim Jones), David Patrick Kelly (Jerry Horne), Robert Knepper (Rodney Mitchum), Andrea Leal (Mandie), Sheryl Lee (Laura Palmer), Jennifer Jason Leigh (Chantal Hutchen), Bellina Logan (dottoressa), David Lynch (Gordon Cole), Clark Middleton (Charlie), Don Muray (Bushnell Mullins), Tim Roth (Gary "Hutch" Hutchens), Amy Shiels (Candie), J.R. Starr (presentatore del Roadhouse), Al Strobel (Phillip Gerard), Naomi Watts (Janey-E Jones).
- Ascolti USA: telespettatori 267 000[20]

## Episodio 17
- Titolo originale: Part 17 - The Past Dictates the Future
- Diretto da: David Lynch
- Scritto da: Mark Frost e David Lynch

### Trama
Gordon rivela ad Albert l'esistenza di Jowday, chiamata anche Joudy e più tardi Judy, forza negativa con possibili connessioni con i Baal o col cinese 叫得 jiào dé, ‘urlato’ o ‘essere sfidato’, che lui, Cooper e Phillip Jeffries tentarono di trovare in passato. L'agente Headly chiama Gordon per informarlo della scomparsa di Dougie e Mullins legge a Gordon il messaggio di Cooper. Chad scappa dalla cella ma viene fermato da Freddie. Il doppelgänger di Cooper si reca al luogo indicato dalle ultime coordinate; il Fuochista appare e lo trasporta davanti alla stazione di polizia di Twin Peaks. Il doppelgänger parla con Frank, che riceve una telefonata dal vero Cooper. Il doppelgänger tenta di sparare a Frank quando capisce di essere stato scoperto ma viene fermato da Lucy, che gli spara. Cooper e i Mitchum arrivano alla centrale. I boscaioli appaiono e liberano BOB dal corpo del doppelgänger; Freddie combatte contro BOB e lo distrugge grazie alla forza data dal suo guanto verde. Cooper infila l'anello della Caverna del Gufo al dito del doppelgänger, che viene portato nella sala d'attesa della Loggia Nera. Alla vista di Cooper, Naido si trasforma in Diane. Cooper apre la porta della stanza al Great Northern Hotel e incontra MIKE, che lo porta da Jeffries; quest'ultimo trasporta Cooper indietro nel tempo, alla notte in cui Laura Palmer morì. Cooper prende per mano Laura e la salva. Il mattino seguente Pete Martell si reca a pescare e non trova alcun cadavere. Mentre camminano nel bosco, Laura scompare. Sarah Palmer urla e cerca di distruggere la foto di Laura.
- Altri interpreti: Jay Aaseng (ubriaco), Dana Ashbrook (Bobby Briggs), Phoebe Augustine (Ronette Pulaski), Chrysta Bell (Tammy Preston), Jim Belushi (Bradley Mitchum), Richard Beymer (Richard Horne), Joan Chen (Josie Packard) (filmati d'archivio), Giselle Damier (Sandie), Eric DaRe (Leo Johnson) (filmati d'archivio), Don S. Davis (Garland Briggs) (filmati d'archivio), Laura Dern (Diane Evans), Jay R. Ferguson (Randall Headley), Miguel Ferrer (Albert Rosenfield), Robert Forster (Frank Truman), Nathan Frizzell (voce di Phillip Jeffries), Harry Goaz (Andy Brennan), Michael Horse (Tommy "Hawk" Hill), Robert Knepper (Rodney Mitchum), Piper Laurie (Catherine Martell) (filmati d'archivio), Andrea Leal (Mandie), Sheryl Lee (Laura Palmer), David Lynch (Gordon Cole), James Marshall (James Hurley), Don Murray (Bushnell Mullins), Jack Nance (Pete Martell) (filmati d'archivio), Walter Olkewicz (Jacques Renault), John Pirruccello (Chad Broxford), Kimmy Robertson (Lucy Brennan), Carlton Lee Russell (uomo che salta), Amy Shiels (Candie), Frank Silva (BOB) (filmati d'archivio), Al Strobel (Phillip Gerard), Carel Struycken (Il Fuochista), Jake Wardle (Freddie Sykes), Ray Wise (Leland Palmer), Nae Yuuki (Naido), Grace Zabriskie (Sarah Palmer).
- Ascolti USA: telespettatori 254 000[22]

## Episodio 18
- Titolo originale: Part 18 - What Is Your Name?
- Diretto da: David Lynch
- Scritto da: Mark Frost e David Lynch

### Trama
Il doppelgänger di Cooper, seduto nella Stanza Rossa, brucia. MIKE crea un altro Dougie Jones, che torna a casa da Janey-E e Sonny Jim. Cooper si ritrova nella Stanza Rossa, dove parla con MIKE e con il Braccio di MIKE, poi si ritrova a Glastonbury Grove, dove incontra Diane. I due partono in macchina fino ad arrivare ad una sorta di campo elettrico attraverso il quale accedono apparentemente ad un'altra realtà. Si recano così in un motel dove Diane vede un suo doppelgänger; dopo essersi recati in camera Cooper e Diane hanno un rapporto sessuale durante il quale lei sembra turbata da qualcosa. Il mattino seguente Cooper si sveglia da solo e trova un biglietto per "Richard" dalla sua ex-amante, "Linda". Cooper guida fino al Judy's Diner di Odessa, Texas, dove difende una cameriera da alcuni uomini che la importunano; in seguito ordina alla cameriera di dargli l'indirizzo dell'altra cameriera del diner. Arrivato a destinazione, Cooper incontra Carrie Page, una donna uguale a Laura Palmer. Credendo che si tratti di Laura, Cooper la convince a seguirlo fino a casa di Sarah Palmer. La casa tuttavia è occupata da altri proprietari che non conoscono Sarah. Cooper, confuso, chiede a Carrie che anno sia; Carrie sente Sarah chiamare il nome di Laura e urla spaventata. Le luci della casa si spengono. Nei crediti finali si rivede la scena del primo episodio dove Laura dice qualcosa nell'orecchio di Dale Cooper che lo lascia sbigottito.
- Altri interpreti: Matt Battaglia (cowboy n.3), Laura Dern (Diane Evans), Francesca Eastwood (Kristi), Pierce Gagnon (Sonny Jim Jones), Heath Hensley (cowboy n.1), Sheryl Lee (Laura Palmer), Sheryl Lee (Carrie Page), Rob Mars (cowboy n.2), Mary Reber (Alice Tremond), Al Strobel (Phillip Gerard), Naomi Watts (Janey-E Jones), Ray Wise (Leland Palmer), Grace Zabriskie (Sarah Palmer).
- Ascolti USA: telespettatori 240 000[22]